# Helong

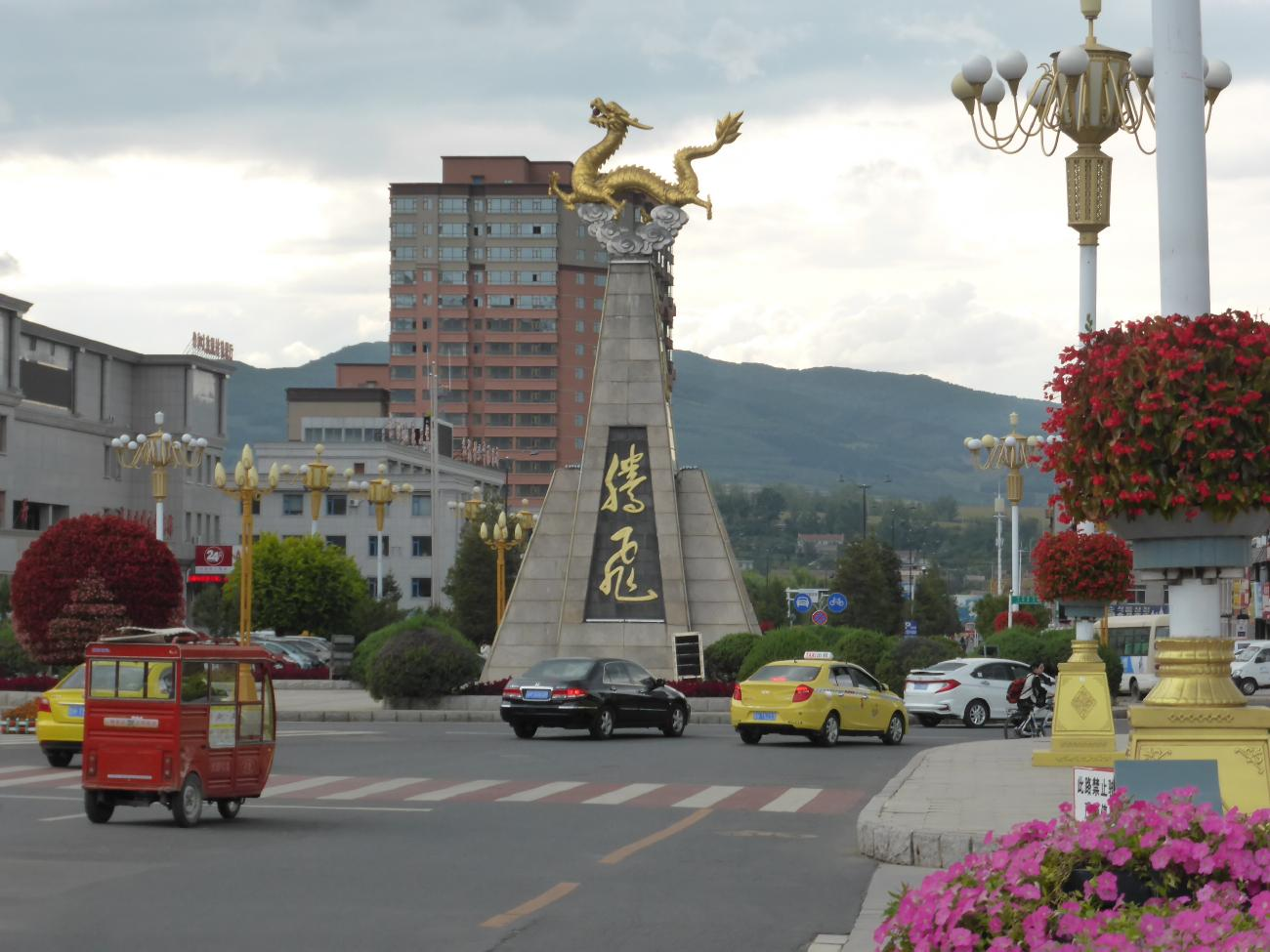
Helong

Die Stadt Helong (chinesisch 和龙市, Pinyin Hélóng Shì, koreanisch 화룡시 / 和龍市 Hwaryong-Si) liegt im Südosten des Autonomen Bezirks Yanbian der Koreaner in der Provinz Jilin der Volksrepublik China. Helong hat eine Fläche von 5.069 km², 189.532 Einwohner (Stand: Zensus 2010), und grenzt im Süden an Nordkorea. Seit 1993 ist Helong eine kreisfreie Stadt.

## Administrative Gliederung
Auf Gemeindeebene setzt sich Helong aus drei Straßenvierteln und acht Großgemeinden zusammen. Diese sind:
- Straßenviertel Minhui (民惠街道);
- Straßenviertel Guangming (光明街道);
- Straßenviertel Wenhua (文化街道);
- Großgemeinde Bajiazi (八家子镇), 4.819 Einwohner;
- Großgemeinde Fudong (福洞镇), 188,67 km², 13.761 Einwohner;
- Großgemeinde Toudao (头道镇), 518,76 km², 29.634 Einwohner;
- Großgemeinde Xicheng (西城镇), 114,61 km², 11.004 Einwohner;
- Großgemeinde Nanping (南坪镇), 3.495 Einwohner;
- Großgemeinde Dongcheng (东城镇), 148,99 km², 9.940 Einwohner;
- Großgemeinde Chongshan (崇善镇), 437,19 km², 3.604 Einwohner;
- Großgemeinde Longcheng (龙城镇), 1.620,7 km², 26.635 Einwohner.

In Helong liegen außerdem drei sogenannte „Forstbüros“, die die gesamte Forstwirtschaft kontrollieren und unter die die Waldgebiete aufgeteilt sind. Ihre Stellung gegenüber der Stadtregierung ähnelt der eigenständiger Gemeinden, Großgemeinden und Straßenviertel. Es sind dies:
- Forstbüro Helong (和龙林业局);
- Forstbüro Bajiazi (八家子林业局);
- Städtisches Forstbüro Helong (和龙市林业局).

## Ethnische Gliederung der Bevölkerung (2000)
Beim Zensus im Jahr 2000 hatte Helong 215.266 Einwohner (Bevölkerungsdichte: 42,47 Einw./km²).
| Name des Volkes | Einwohner | Anteil  |
| --------------- | --------- | ------- |
| Koreaner        | 112.571   | 52,29 % |
| Han             | 100.040   | 46,47 % |
| Mandschu        | 2.007     | 0,93 %  |
| Hui             | 441       | 0,20 %  |
| Mongolen        | 141       | 0,07 %  |
| Sonstige        | 66        | 0,04 %  |